# Ліпія (Ілфов)
Ліпія (рум. Lipia) — село у повіті Ілфов в Румунії. Входить до складу комуни Грую.
Село розташоване на відстані 33 км на північний схід від Бухареста, 116 км на південний схід від Брашова.

## Населення
За даними перепису населення 2002 року у селі проживали 2344 особи.
Національний склад населення села:
| Національність | Кількість осіб | Відсоток |
| -------------- | -------------- | -------- |
| румуни         | 2323           | 99,1%    |
| цигани         | 18             | 0,8%     |

Рідною мовою назвали:
| Мова      | Кількість осіб | Відсоток |
| --------- | -------------- | -------- |
| румунська | 2337           | 99,7%    |
| циганська | 6              | 0,3%     |